# فيليبا هوبز
فيليبا هوبز (بالإنجليزية: Philippa Hobbs)‏ هي فنانة ومؤرخة جنوب أفريقية، ولدت في 1955.